# Кийно
Кийно (вепс. Kaist) — деревня в Бабаевском районе Вологодской области.
Входит в состав Вепсского национального сельского поселения (с 1 января 2006 года по 13 апреля 2009 года была центром Куйского национального вепсского сельского поселения), с точки зрения административно-территориального деления — центр Куйского национального вепсского сельсовета.
Расстояние до районного центра Бабаево по автодороге — 118 км, до центра муниципального образования деревни Тимошино — 25 км. Ближайшие населённые пункты — Заболотье, Панкратово, Пустошка.
По переписи 2002 года население — 91 человек (44 мужчины, 47 женщин). Преобладающая национальность — русские (86 %).